# 利夫利格羅夫 (伊利諾伊州)
利夫利格羅夫（英語：Lively Grove）是位於美國伊利諾伊州華盛頓縣的一個非建制地區。該地的面積和人口皆未知。

## 地理
利夫利格羅夫的座標為38°18′23″N 89°36′41″W / 38.30639°N 89.61139°W，而該地的平均海拔高度為152米（即499英尺）。